# Slint
A posztrock és math rock színtér nagy hatású alapzenekarát a Squirrel Bait tagjai alapították 1986-ban Louisville-ben. Két nagylemezük a 89-ben kiadott Tweez, melyen a rövid zajos dalok a zenekartagok szüleinek és a dobos kutyájának a nevét viselik, és a 91-es, műfaji mérföldkőnek számító Spiderland. Utóbbit az elfojtott hangulat és a zenei eszközökkel drámaian felfokozott feszültség teszi egyedivé, mely csak az albumzáró „Good Morning, Captain” utolsó percében szabadul fel.
A zenekar 1993-ban feloszlott, majd napjainkban többször újraalakult. Új albumról még nincs megerősített hír, de a 2007-es fellépéseiken bemutattak egy „King's Approach” című új dalt.

## A zenekar tagjai
- Brian McMahan (gitár, ének)
- David Pajo (gitár)
- Todd Brashear (basszusgitár)
- Britt Walford (dob, gitár, vokál)

### Koncerteken 2005-ben és 2007-ben
- Michael McMahan (gitár)
- Todd Cook (basszusgitár)
- Gavin Quinn
- Joey McGonaghy (zongora)

### Alapító
- Ethan Buckler (basszusgitár a Tweezen)

## Diszkográfia

### Nagylemezek
- Tweez (1989)
- Spiderland (1991)

### Egyéb
- Slint (EP) (1994)
- Kids filmzene (1995)

## Külső oldalak
- Slint a MySpace-en